# Жеребцов, Иван Петрович (архитектор)
Иван Петрович Жеребцов (1724—1783) — русский архитектор.

## Биография
Родился в 1724 году в Москве в семье живописца.
В семнадцать лет поступил в архитектурное училище Московского Кремля. В 1749 году училище было приписано к артиллерийскому ведомству и его выпускники (курсанты) имели воинские звания. Сначала Жеребцов был учеником в Московской градостроительной конторе под началом А. П. Евлашева (с 1748 года). У него, вероятно, и учился, участвуя в строительстве дворцовых комплексов середины XVIII века. По окончании училища был принят в чине сержанта (младшего помощника архитектора) в Гофинтендантскую дворцовую контору. В 1754 году он получил чин прапорщика и звание помощника архитектора, а в октябре того же года — чин поручика. С 1777 года — «заархитектор» в Коллегии экономии.

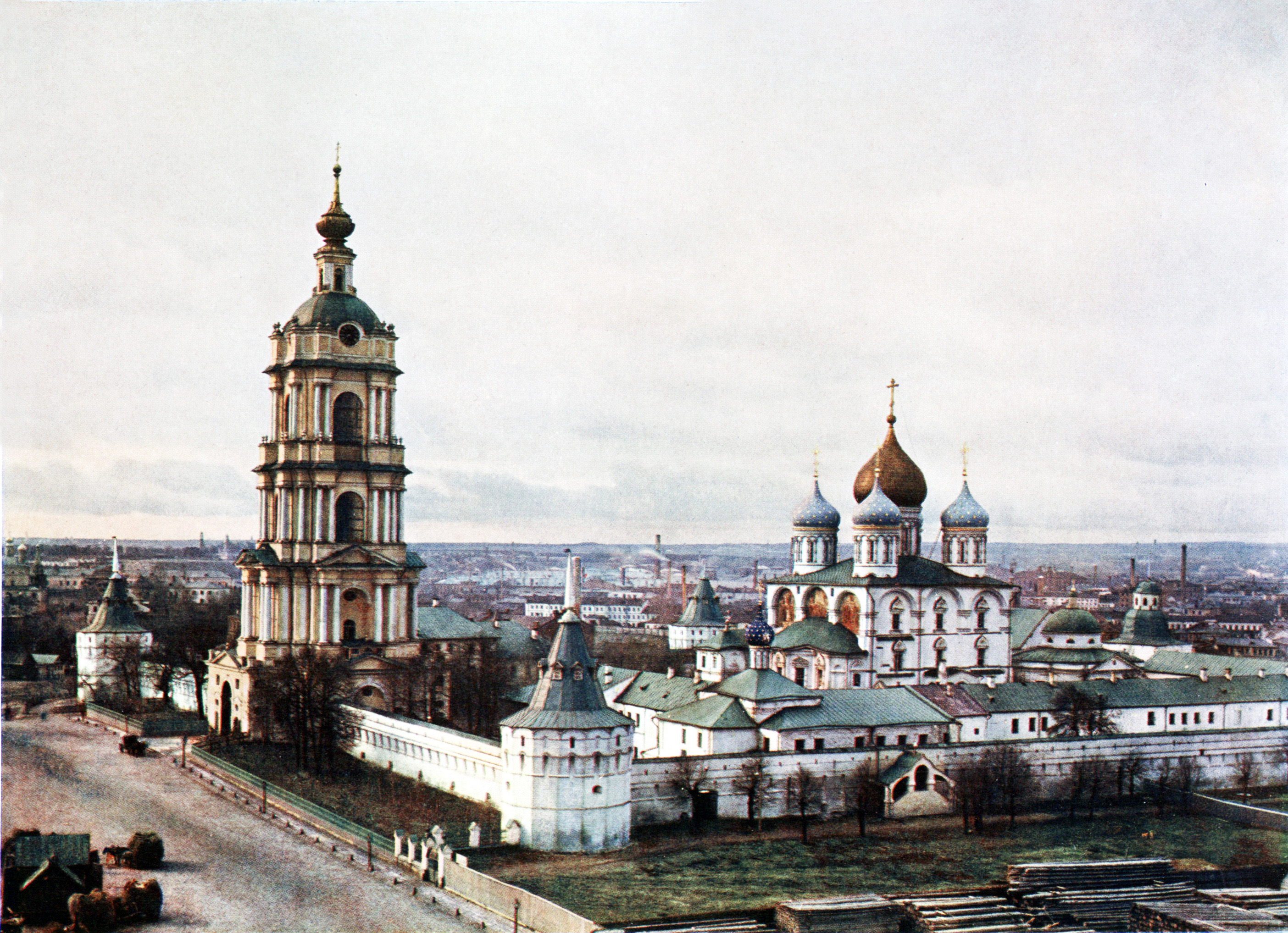
Колокольня Новоспасского монастыря

В 1758 году И. П. Жеребцов начал строительство пятиярусной колокольни Новоспасского монастыря, но из-за недостатка средств возвели только четыре яруса (закончена колокольня была уже после смерти Жеребцова). Много создавал сам, также приходилось реализовывать проекты других архитекторов, в частности — петербургского архитектора С. И. Чевакинского. Участвовал в строительстве усадьбы Голицына в селе Влахернском (Кузьминки), автором которой также был Чевакинский. Делал для неё проекты деревянной колокольни и резного иконостаса (1760—1765), оранжереи (1761), руководил строительством в парке (1765). Также среди его известных работ — колокольня в Николо-Угрешском монастыре.
Имел собственный дом в Москве в Басманной части города (ныне улица Старая Басманная). Умер в 1783 году в Москве. Был похоронен в Новоспасском монастыре под созданной по его же проекту звонницей.